# Šent Janž pri Radljah
Šent Janž pri Radljah, pogosto zapisano okrajšano kot Št. Janž pri Radljah, je naselje v Občini Radlje ob Dravi.